# بيفرلي جاي سيلفر
بيفرلي جاي سيلفر (بالإنجليزية: Beverly J. Silver)‏ هي عالمة اجتماع واقتصادية أمريكية، ولدت في 1957 في ديترويت في الولايات المتحدة.